# Hans Helfritz
Hans Helfritz (Hilbersdorf,[cita requerida] cerca de Chemnitz, 25 de julio de 1902-Duisburg, 21 de octubre de 1995) fue un compositor, musicólogo, escritor y fotógrafo alemán, nacionalizado chileno.

## Biografía
Hans Helfritz nació en la ciudad de Chemnitz, Sajonia, en una familia de banqueros. A pesar de haber comenzado una carrera en Contabilidad, su verdadera pasión siempre fue la música. En 1926, después de ahorrar lo suficiente, se trasladó a Berlín para estudiar contrabajo y composición en la Escuela de música de Berlín. Además de la música, Helfritz desarrolló un interés en otras formas artísticas, incluyendo el cine mudo y la ópera, donde trabajó como extra y asistente.
Inspirado por su profesor Erich von Hornbostel en 1930 iniciará un periplo por Egipto, Palestina, Siria e Irak para recolectar muestras de música folclórica , para investigar y desarrollar comprensión sobre etnología musical. En 1935 continuó su travesía por India, Sri Lanka, Malasia, China y Singapur.
En Yemen capturó grabaciones únicas de grupos de beduinos, convirtiéndose en el primero en registrar sus voces y música. Su trabajo allí le valió fama internacional y lo estableció como uno de los pocos documentadores de la cultura beduina.
Helfritz también hizo films sobre Yemen y México como corresponsal de Ufa. Con estas obras desobedeció deliberadamente la directriz prescrita por el ministro de Propaganda alemán Joseph Goebbels de presentar a las identidades étnicas extranjeras como culturalmente inferiores.
En 1939, Helfritz debió emigrar de Alemania debido a su homosexualidad y por sus opiniones políticas, siendo etiquetado por el gobierno nazi como enemigo del  estado alemán. Helfritz primero fue a Brasil y Bolivia y después se estableció en Chile, donde pasaría las siguientes dos décadas. Continuó su trabajo tomando parte en 1947 como fotógrafo  y camarógrafo oficial de la Primera Expedición Antártica Chilena. Durante la década de 1940 le fue otorgada la nacionalidad chilena.
En Chile, Helfritz recorrió el país de norte a sur y participó en expediciones científicas. Su cámara capturó paisajes y a las personas en su vida cotidiana. En Isla de Pascua y Tierra del Fuego, documentó artesanos, pescadores y alertó sobre la extinción de grupos indígenas como los Alacalufes y los Yaganes.
En la década de 1950 Helfritz exploró Centroamérica y África Occidental desde una perspectiva arqueológica. Posteriormente de cambiará de ocupación, trabajando primero como guía turístico y en una revista de viajes. En 1959 se establecería a vivir en Ibiza, España. Helfritz dejó Chile debido a la alta inflación y la inestabilidad política. Se estableció en Ibiza, donde escribió sus memorias.

## Obra

### Compositor
Como compositor, Helfritz estuvo inicialmente influenciado por la música atonal de Arnold Schönberg, el jazz y el lenguaje de Paul Hindemith, con quien estudió brevemente. También colaboró con Carl Orff en la década de 1930. Helfritz se adentró en las formas emergentes de música para radio y cine de la época y dotó a sus películas de música original. Su estilo se caracterizó por la claridad en la composición y la instrumentación, favoreciendo a menudo a pequeños conjuntos y técnicas de contrapunto lineal.[cita requerida]

### Escritor y fotógrafo
Helfritz se dio a conocer como escritor a través de numerosos informes de viaje. Sus publicaciones abarcaron desde literatura juvenil hasta historia del arte y relatos etnológicos de pueblos no europeos. Su colección fotográfica, que consta de más de 80 000 imágenes, se conserva en el Museo Rautenstrauch-Joest de Colonia.

## Obras seleccionadas
- Marokko-Berberburgen und Königsstädte des Islam (1970)
- Entdeckungsreisen in Süd-Arabien. Auf unbekannten Wegen durch Hadramaut und Jemen (1933 und 1935) (1977)
- Südamerika: Präkolumbianische Hochkultur und die Kunst der Kolonialzeit. Ein Reisebegleiter zu den Kunststätten in Kolumbien, Ecuador, Peru und Bolivien (1988)
- Likan Antai/Im Land der Atacameños (1954)
- Arabien: Die letzten Wunder der Wüste (1944)
- Im Lande der Königin von Saba (1952)
- Die Osterinsel (1953)